# Sligachan
Sligachan (gaelsky Sligeachan) je malé sídlo v centrální části ostrova Skye ve skotských Vnitřních Hebridách, známé především jako výchozí základna pro horolezce a návštěvníky směřující do nedalekého pohoří Cuillin. Z administrativního hlediska Sligachan, stejně jako celý ostrov Skye, přináleží do skotské správní oblasti Highland. Starý kamenný most ve Sligachanu z počátku 19. století patří k ikonickým obrazům ostrova Skye.

## Historie
První historická zmínka o Sligachanu souvisí se střetem, k němuž zde došlo v roce 1395 mezi Williamem Cleireachem MacLeodem, 5. náčelníkem klanu MacLeodů, a Domhnallem z Islay z klanu MacDonaldů, který byl v oné době držitelem titulu Lord of the Isles (v překladu „Pán ostrovů“) a který se pokusil o vojenskou invazi na Skye.
Kamenný most přes řeku Sligachan byl vybudován mezi roky 1810 a 1818 významným skotským stavitelem Thomasem Telfordem. Tzv. Starý most ve Sligachanu (anglicky The Sligachan Old Bridge) byl poprvé zapsán v kategorii B na seznam nemovitých kulturních památek Listed Building na počátku 70. let 20. století, zápis byl obnoven v roce 2016.
V roce 1830 byl na levém břehu řeky Sligachan poblíž kamenného mostu vybudován ubytovací a restaurační objekt známý jako „Sligachan Hotel“, který sloužil horolezcům a dalším návštěvníkům této části ostrova Skye. Součástí hotelového komplexu, který byl v průběhu let postupně rozšiřován, je restaurace, bar, samostatné chaty, kemp a minipivovar „Cuillin Brewery“. Již v 18. století se zde nacházel hostinec, který však stál u brodu přes řeku Sligachan blíž u pobřeží zátoky Loch Sligachan. Odtud také pochází původ jména „Sligachan“, které lze ze skotské gaelštiny přeložit jako „místo mušlí“.
Nedaleko hotelu se nachází základna místní horské služby. Dne 25. září 2020 bylo naproti sligachanskému hotelu odhaleno bronzové sousoší Johna MacKenzie a Johna Normana Collie, spjatých se zdejším regionem a historií horolezectví – John Norman Collie (1859–1942) byl anglický vědec, chemik a horolezec, John Morton MacKenzie (1856–1933), který pocházel z ostrova Skye, byl prvním horským vůdcem v pohoří Cuillin.

## Geografie
Sligachan se nachází na severovýchodním úpatí pohoří Cuillin v místech, kde ze silnice A87, spojující správní centrum ostrova Skye Portree s Broadfordem, odbočuje místní komunikace A863, směřující na severozápad do Dunveganu a k zámku Dunvegan. Několik set metrů severně od osady se řeka Sligachan vlévá do mořské zátoky Loch Sligachan, která ústí do Hebridského moře, respektive do průlivu mezi ostrovy Skye, Raasay a Scalpay. Zhruba 4,5 km vzdušnou čarou od Sligachanu směrem na jih se tyčí vrchol hory Sgùrr nan Gillean (966,1 m n. m.), která patří mezi jedenáct tzv. munro v pohoří Cuillin.

## Galerie

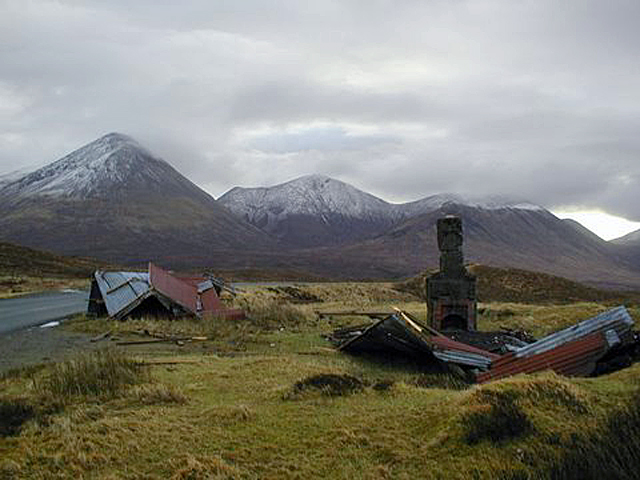
Starý statek, který zničila bouře v roce 2005
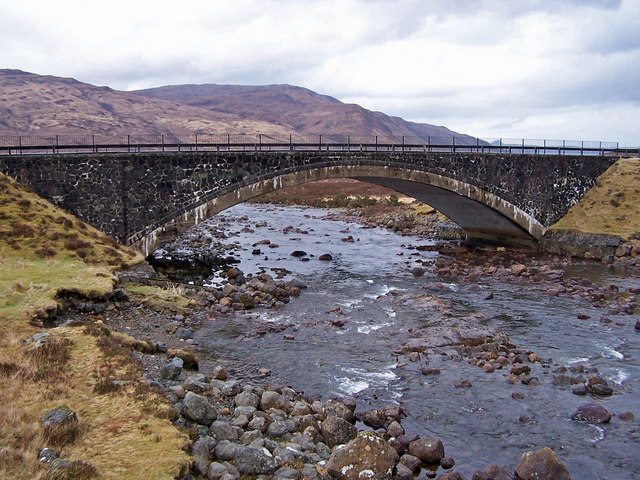
Tzv. nový most přes řeku Sligachan (silnice A87)
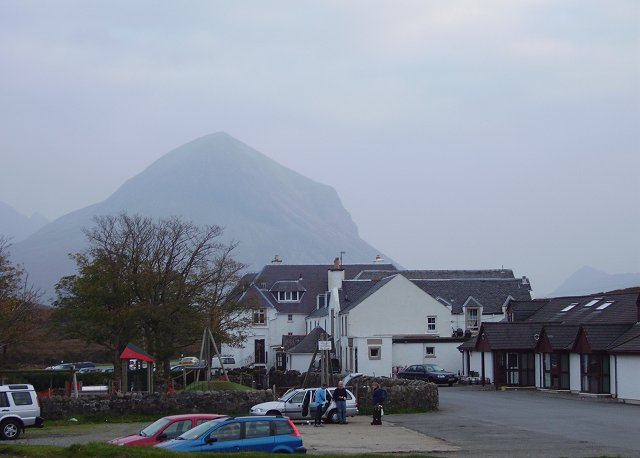
Sligachan Hotel, v pozadí hora Marsco
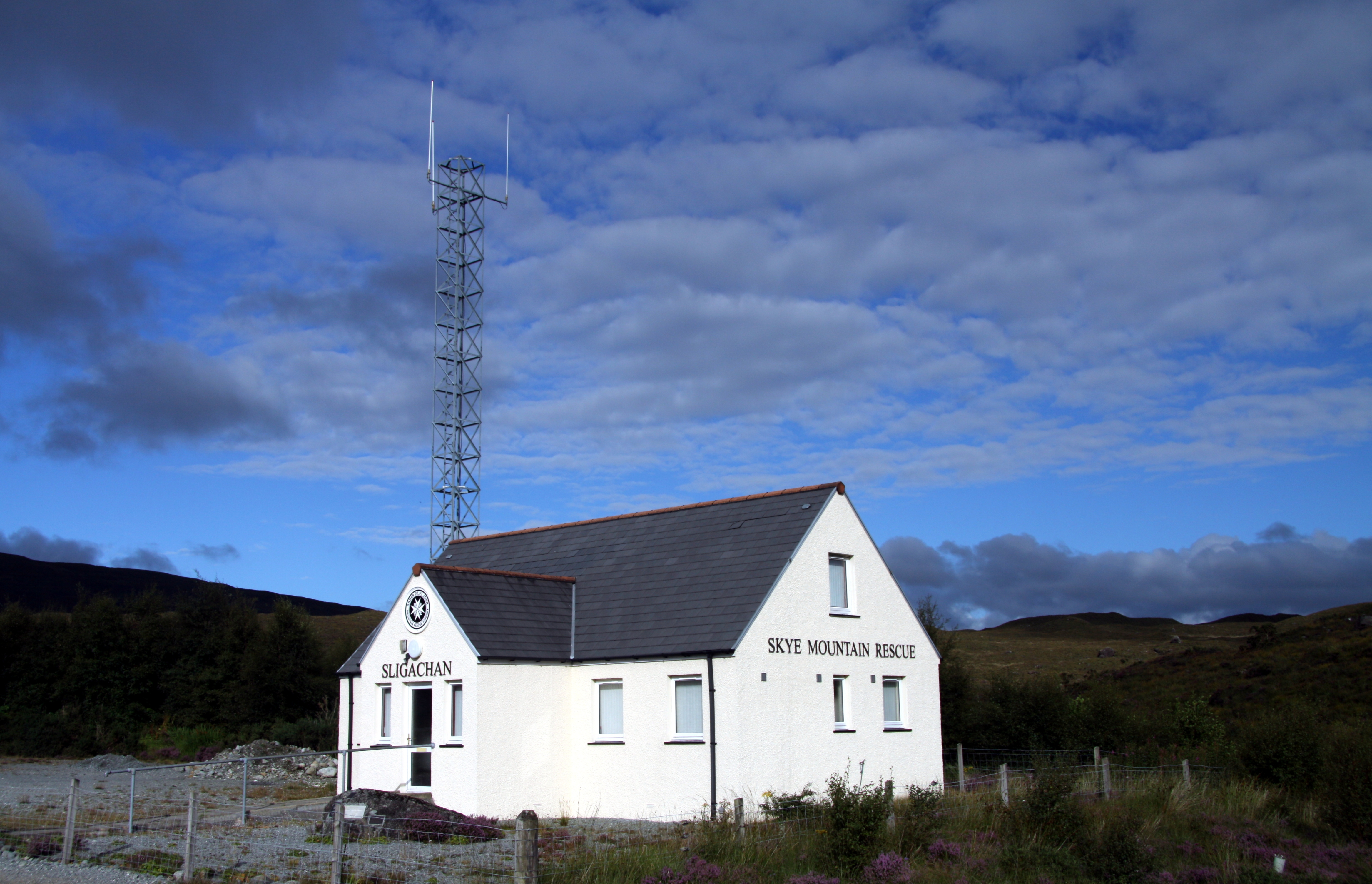
Záchranná stanice horské služby
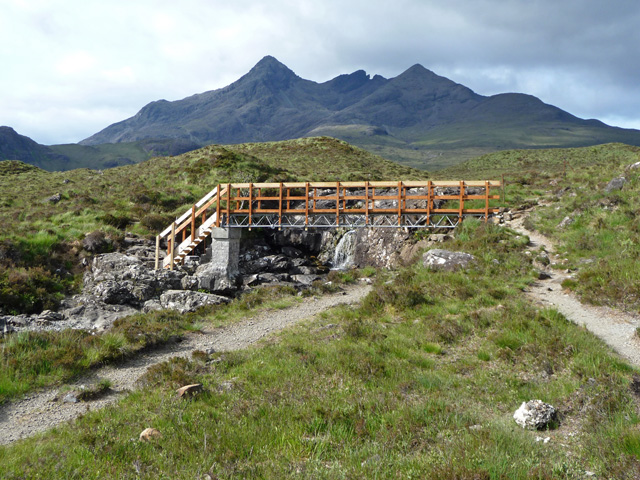
Můstek pro pěší přes potok Allt Dearg Mor
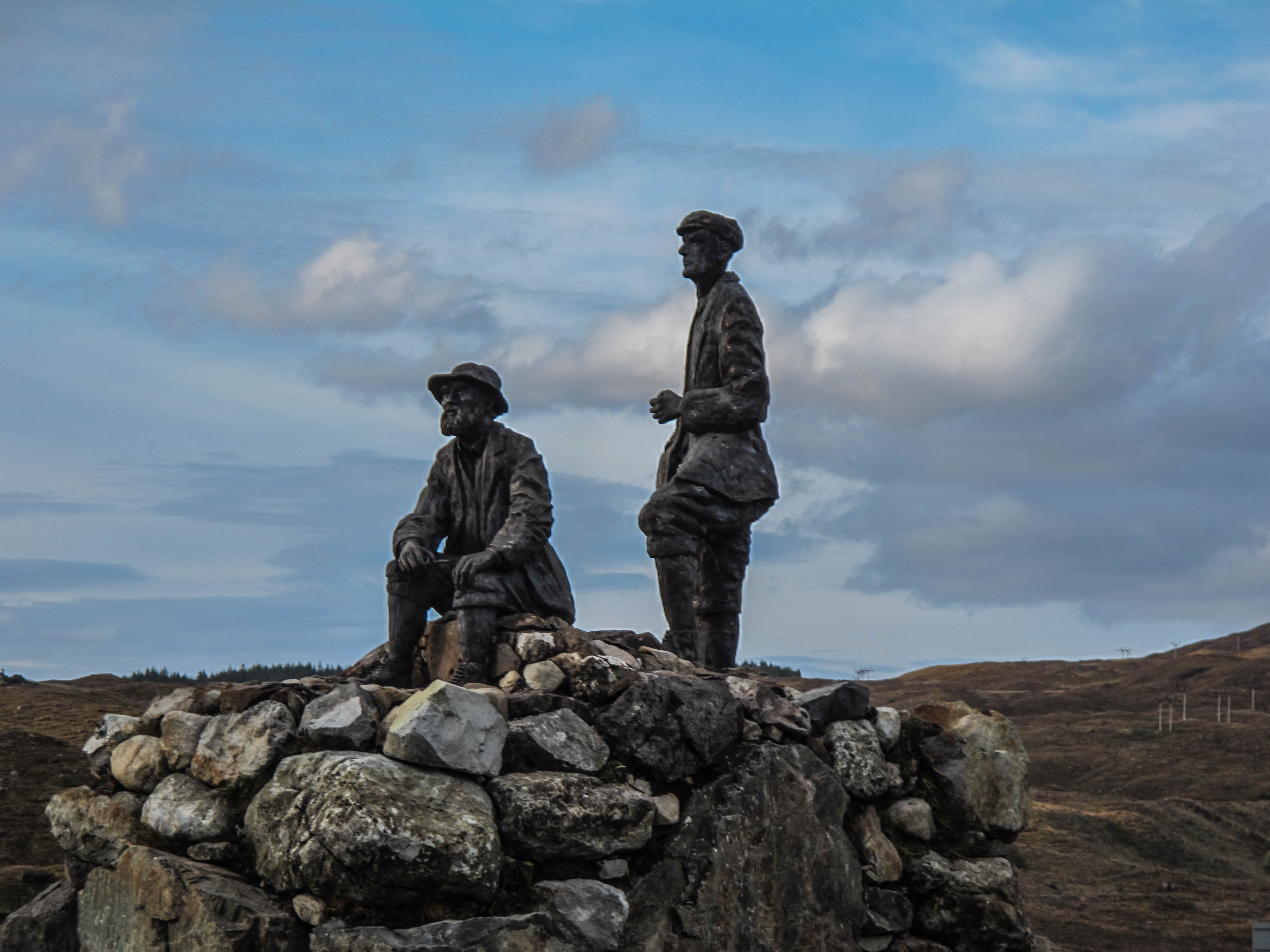
Pomník průkopníků horolezectví na Skye J. Collie a J. MacKenzie